# Petříkovice
Petříkovice – miejscowość należąca do gminy Chvaleč w powiecie Trutnov, w pobliżu granicy z Polską.  Wieś leży w dolinie poniżej południowo-wschodnich stoków Jańskiego Wierchu, który jest jednocześnie północnym krańcem Gór Jastrzębich. Petříkovice znajdują się na obszarze katastralnym Petříkovice niedaleko Trutnova i zajmują powierzchnię 6,08 kilometrów kwadratowych. Przez miejscowość przepływa Petříkovický potok.

## Historia
Pierwsza wzmianka o osadnictwie na tym terenie pochodzi z roku 1012. W przeszłości eksploatowano złoża rud żelaza i manganu. W 1872 roku pod Jańskim Wierchem zbudowano kaplicę pielgrzymkową, która nie ostała się do czasów współczesnych. 

## Szlaki turystyczne
- do Bernartic[3]